# Evans Mills
Evans Mills és una població dels Estats Units a l'estat de Nova York. Segons el cens del 2000 tenia 605 habitants.

## Demografia
Segons el cens del 2000, Evans Mills tenia 605 habitants, 251 habitatges, i 163 famílies. La densitat de població era de 295,7 habitants/km².
Dels 251 habitatges en un 29,1% hi vivien nens de menys de 18 anys, en un 50,6% hi vivien parelles casades, en un 10,8% dones solteres, i en un 34,7% no eren unitats familiars. En el 29,5% dels habitatges hi vivien persones soles el 16,3% de les quals corresponia a persones de 65 anys o més que vivien soles. El nombre mitjà de persones vivint en cada habitatge era de 2,41 i el nombre mitjà de persones que vivien en cada família era de 2,95.
Per edats la població es repartia de la següent manera: un 24% tenia menys de 18 anys, un 9,8% entre 18 i 24, un 24,6% entre 25 i 44, un 25,1% de 45 a 60 i un 16,5% 65 anys o més.
L'edat mediana era de 37 anys. Per cada 100 dones de 18 o més anys hi havia 88,5 homes.
La renda mediana per habitatge era de 40.750 $ i la renda mediana per família de 44.886 $. Els homes tenien una renda mediana de 33.281 $ mentre que les dones 21.641 $. La renda per capita de la població era de 18.358 $. Entorn del 12,4% de les famílies i el 13,4% de la població estaven per davall del llindar de pobresa.